# Саке
Саке (на японски: 日本酒 – нихоншу) е традиционна японска алкохолна напитка, получавана при ферментация на ориз. Процентът му варира от 14% до 20%. Може да се сервира студено, топло или горещо. Обикновено се сервира в керамични бутилки, наречени токури (tokkuri), след което се сипва в плитки чашки, наречени чоко (choko). Със саке могат да се приготвят и коктейли.
Процесът на приготвяне наподобява този на бирата. То се приготвя чрез многочислена ферментацията на бял ориз, целта на която е да се отнемат протеините и мазнините и да остане само нишестето. При протичането на многочислена ферментацията, процесът преминава през отделни етапи – нишестето се превръща в захар благодарение на ензимите, а след това захарта се превръща в алкохол чрез маята.
Неразреденото саке има алкохолно съдържание около 18 – 20%, но то често се разрежда с вода до 15%, преди да бъде бутилирано. В Япония, където сакето е национална напитка, често се сервира със специална церемония, по време на която се затопля в глинена или порцеланова бутилка и се налива от малка порцеланова чашка. Както и при виното, температурата на сервиране на сакето зависи от вида му. Освен това, думата „саке“ може да се отнася за различни питиета в различните региони на Япония.

## История
Произходът на сакето не е изяснен. Алкохолни напитки се споменават на няколко места в „Коджики“ – първата писмена история на Япония, съставена през 712 г. Според някои историци, сакето се появява през периода Нара (710 – 794). През периода Хеян саке вече се използва по време на религиозни церемонии и фестивали. Производството на саке е обект на държавен монопол в продължение на дълго време, но през 10 век храмовете започват сами да го произвеждат и през следващите 500 години те са основните му производствени центрове. През 18 век първите европейци описват сакето като популярно алкохолно питие в Япония и се опитват да обяснят процеса на приготвянето му.
По време на Реставрацията Мейджи се приети закони, позволяващи на всеки с пари и умения да построи и експлоатира своя пивоварна за саке. Около 30 000 пивоварни се появяват из страната само за година. С течение на времето правителството увеличава данъците върху индустрията със саке и броят на пивоварните се смалява. Повечето пивоварни, оцелели след този период са основани от заможни земевладелци, които отглеждат ориз и разполагат с излишък от него в края на сезона. Най-успешните от тези фабрики работят и до днес.
През 20 век технологията за производство на саке се развива. Правителството открива изследователски институт за саке през 1904 г., а през 1907 г. се провежда първото държавно състезание по саке. Данъкът върху производството му също е увеличен. През 1898 г. данъците върху алкохолната напитка съставляват около 5 милиона йени от общо 120 милиона йени продажби – 4,6% от общия доход от данъци на правителството. По време на Руско-японската война (1904 – 1905) приготвянето на саке в домашни условия е забранено с цел да се увеличат доходите от данъци.
По време на Втората световна война запасите от ориз намаляват и производството на саке е затруднено. Поради тази причина, през този период са добавяни чист алкохол и глюкоза в малки количество, което увеличава продукцията четирикратно. След войната пивоварните постепенно се възстановяват, а качеството на сакето се покачва. Въпреки това, в следвоенните години в Япония се появяват нови видове алкохол. Към 1960-те години консумацията на бира вече надминава тази на саке. Консумацията на саке намалява, докато качеството му се подобрява.
В днешно време, сакето е разпространено из цял свят и се приготвя в големи количества в Китай, Югоизточна Азия, Америка и Австралия. В Япония, обаче, пивоварните за саке намаляват – докато през 1975 г. те наброяват 3229, към 2007 г. броят им е спаднал до 1845 г.